# Dánská koloniální říše
Dánsko je tradiční koloniální velmocí, v jistém smyslu vlastnilo kolonie již od začátku 13. století (Dánské Estonsko jako vazal mezi lety 1206–1346). V rámci personální unie s Norskem vlastnilo Dánsko i tradiční norské državy: Grónsko, Island, Faerské ostrovy, Shetlandy a Orkneje. Od 16. století začínalo Dánsko-Norsko budovat obchodní stanice, pevnosti a kolonie v Africe, Karibiku a Indii. Jediným zachovalým pozůstatkem dánské koloniální říše jsou dnes Grónsko a Faerské ostrovy (jakožto dánské autonomní regiony). Dánsku patřily následující kolonie:

## Seznam kolonií
- Dánská Indie – od 17. do 19. století vlastnilo Dánsko několik roztroušených obchodních stanic a pevností na indickém poloostrově, většinu z nich postoupila Velké Británii, která se v této oblasti stala dominující mocností. Hlavním městem Dánské Indie byl Trankebar (založený Dánskou východoindickou společností roku 1620), v roce 1845 byl prodán Britům. Z tohoto místa se také Dánové několikrát pokoušeli o kolonizaci Nikobarských ostrovů (tehdy pod jménem Frederiksøerne), kvůli častým epidemiím malárie však neúspěšně.
- Dánská Západní Indie – sestávající z několika karibských ostrovů, z nichž největší jsou Svatý Tomáš (získaný roku 1671), Svatý Jan (1718) a Saint Croix (koupený od Francie roku 1733). Ekonomika této oblasti byla prakticky zcela založena na pěstování cukrové třtiny. Na konci 19. století však hospodářství ostrovů začalo upadat, Dánsko je v roce 1917 prodalo Spojeným státům americkým za 25 mil. dolarů, v tomto roce byly přejmenovány na Americké Panenské ostrovy.
- Dánské zlaté pobřeží – Dánsko vlastnilo několik obchodních stanic a pevnostní na Zlatém pobřeží (dnešní Ghana, jména některých z nich viz seznam níže), v roce 1850 je prodalo Velké Británii, která je začlenila do Britského zlatého pobřeží.
  - Fort Fredensborg (1734–1850)
  - Fort Christiansborg (1658–1659, 1661–1680, 1683–1693, 1694–1850), dnešní hlavní město Ghany Accra
  - Fort Augustaborg (1787–1850)
  - Fort Prinsensten (1780–1850)
  - Fort Kongensten (1784–1850)
  - Carlsborg (1658–1659, 1663–1664)
  - Cong (1659–1661)
  - Fort Frederiksborg (1659–1685)

Jako dánské kolonie je ještě možné v jistém smyslu považovat Faerské ostrovy, Island a Grónsko (začátek nadvlády Dánů se datuje od roku 1380, kdy Norsko vstoupilo do Kalmarské unie); Island získal autonomii roku 1918 a nezávislost roku 1944, Faerské ostrovy roku 1948 a Grónsko 1979.